# La Ville-Dieu-du-Temple

La Ville-Dieu-du-Temple este o comună în departamentul Tarn-et-Garonne din sudul Franței. În 2009 avea o populație de 2.779 de locuitori.

## Evoluția populației
| An        | 1975  | 1982  | 1990  | 1999  | 2006  | 2009  |
| --------- | ----- | ----- | ----- | ----- | ----- | ----- |
| Populație | 1.236 | 1.362 | 1.656 | 1.744 | 2.329 | 2.779 |